# Liodytes rigida
Liodytes rigida är en ormart som beskrevs av Thomas Say 1825. Liodytes rigida ingår i släktet Liodytes och familjen snokar.
Denna orm förekommer i sydöstra USA från östra Texas till Virginia och till norra Florida. Arten vistas i träskmarker eller intill vattenansamlingar som dammar, insjöar, floder, mindre vattendrag och diken. Individerna gömmer sig ofta i jordhålor eller i håligheter som skapas i lövskiktet. Honor lägger inga ägg utan föder levande ungar.
Landskapsförändringar kan vara lokala hot. Hela populationen anses vara stabil. IUCN kategoriserar arten globalt som livskraftig.

## Underarter
Arten delas in i följande underarter:
- L. r. deltae
- L. r. rigida
- L r. sinicola